# Русинские церкви Словакии

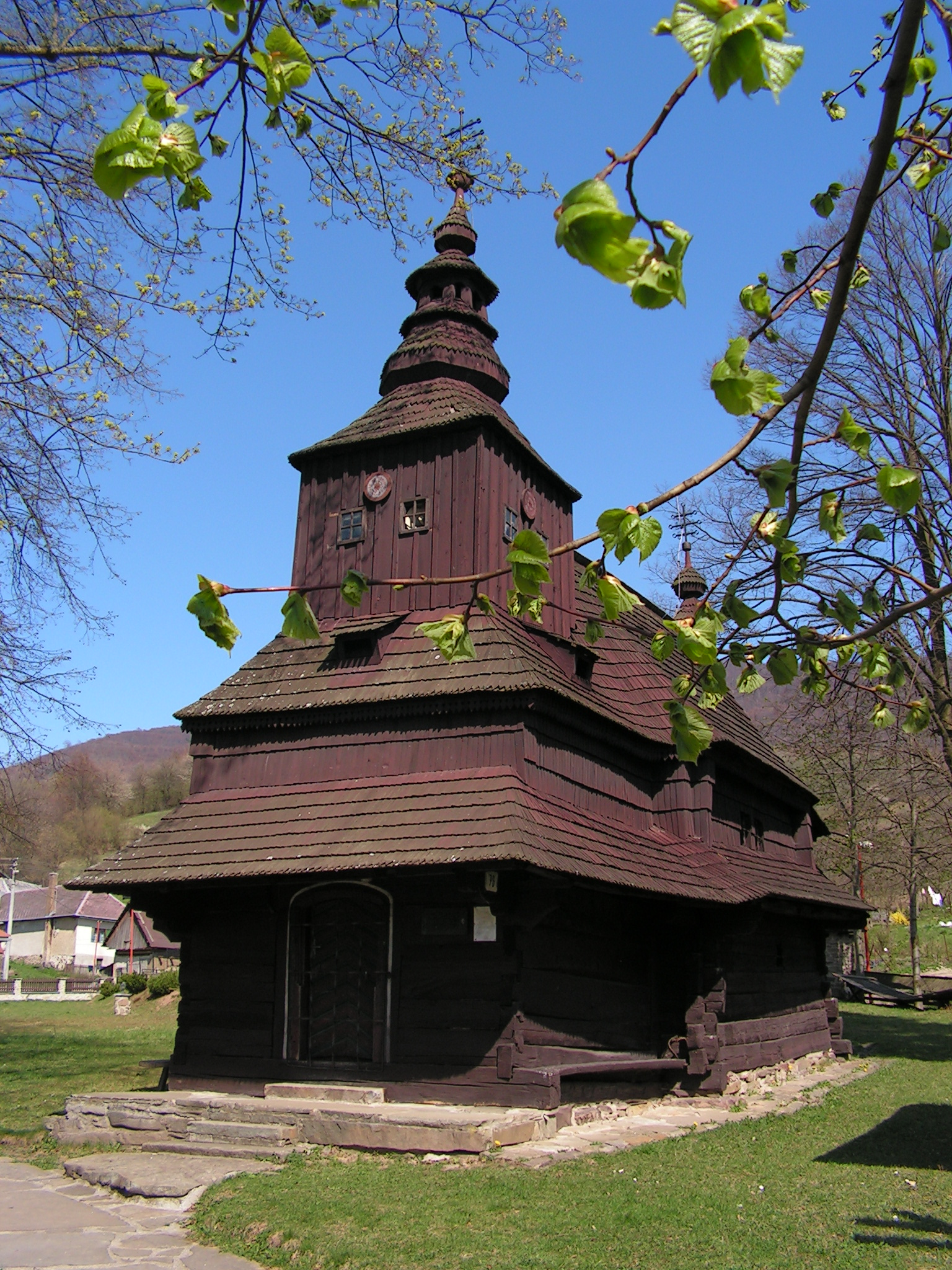
Церковь в Русском Потоке

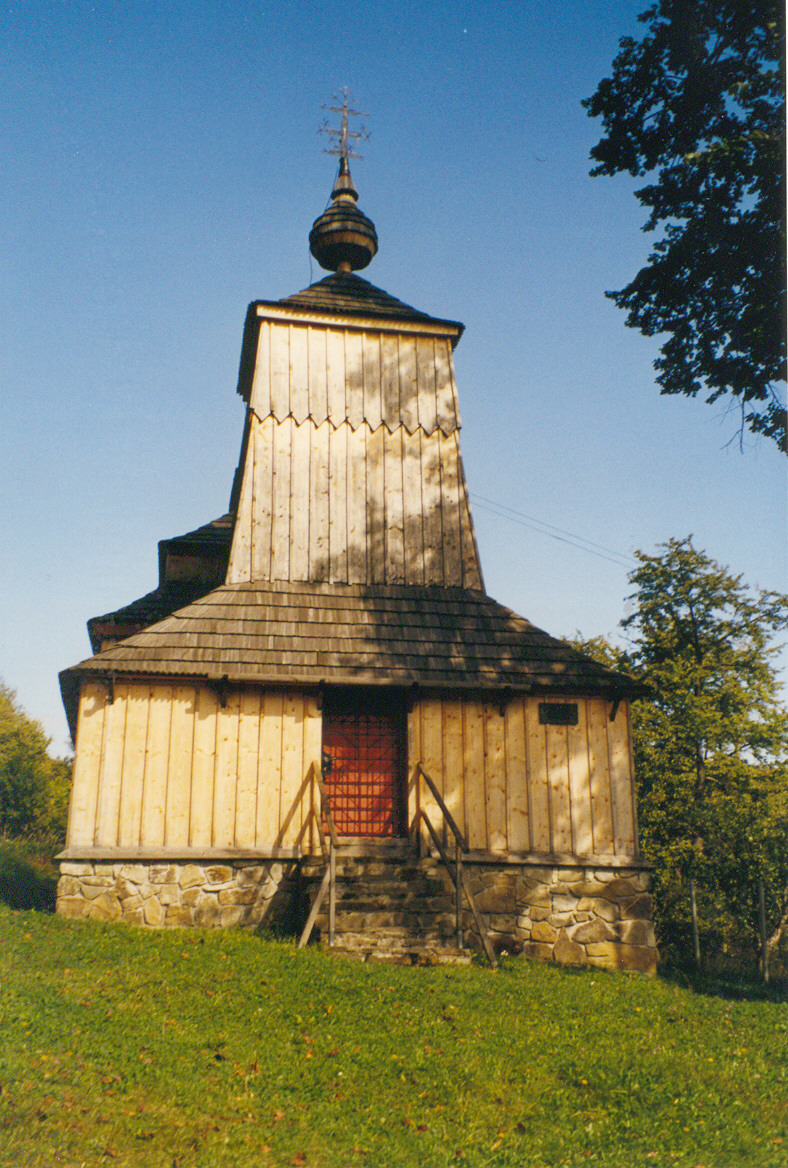
Церковь в деревне Прикра

В Словакии насчитывается около 30 охраняемых православных и грекокатолических русинских церквей.

## Снинский район
- Уличске Криве, церковь архангела Михаила, построена в 1718.

- Тополя, церковь архангела Михаила, построена в 1700.

- Руски Поток, церковь архангела Михаила, построена в 1740.

- Кална Розтока, церковь св. Василия Великого, построена в конце XVIII века.

- Грабова Розтока, церковь св. Василия Великого, построена в первой половине XVIII века.

## Собранецкий район
- Иновце, церковь архангела Михаила, построена в 1836.

- Руска Быстра, церковь св. Николая, построена в начале XVIII века.

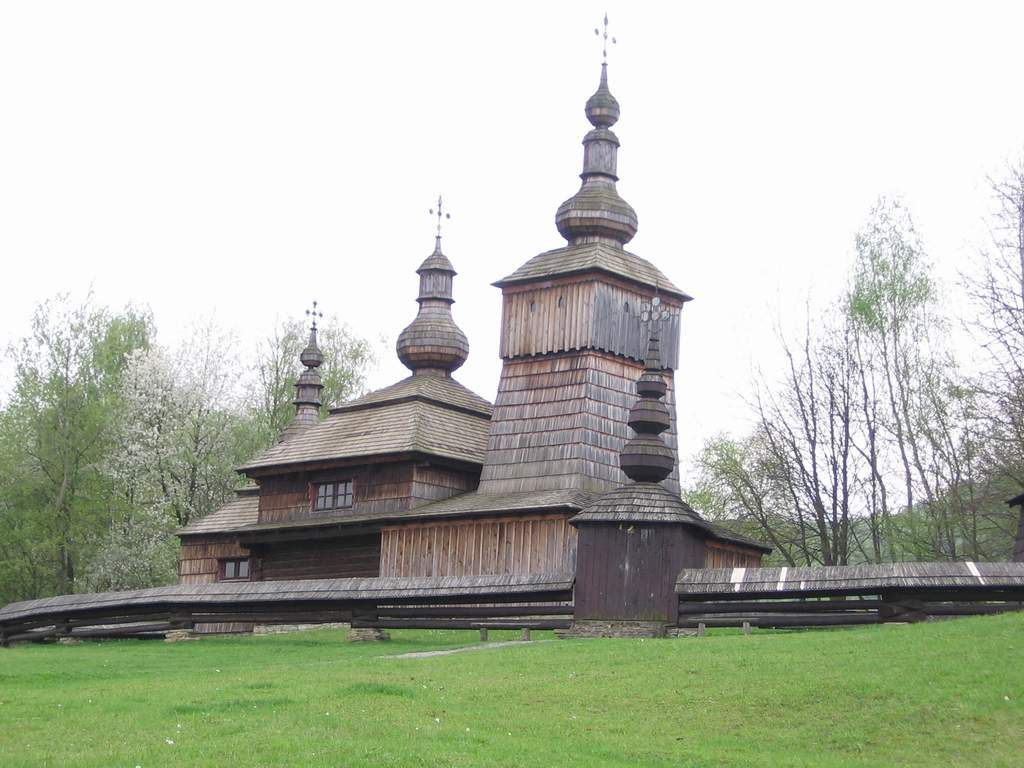
Церковь в Свиднике

## Свидницкий район
- Бодружал, церковь св. Николая, построена в 1658.

- Мироля, церковь Охраны Богородицы, построена в 1770.

- Прикра, церковь архангела Михаила, построена в 1777.

- Шеметковце, церковь архангела Михаила, построена в 1752.

- Корейовце, церковь Охраны Богородицы, построена в 1764.

- Гунковце, церковь Охраны Богородицы, построена в конце XVIII века.

- Крайне Чьерно, церковь св. Василия Великого, построена в XVIII веке.

- Доброслава, церковь св. Параскевы, построена в 1705.

- Нижны Комарник, церковь Охраны Богородицы, построена в 1938 по проекту украинского архитектора В. Сичинского.

- Ладомирова, церковь архангела Михаила, построена в 1742.

## Стропковский район
- Потоки, церковь св. Параскевы, построена в 1773.

## Прешовский район
- Брежаны, церковь св. Луки, построена в 1727.

## Бардеёвский район
- Едлинка, церковь Охраны Богородицы, построена в 1763.

- Кожаны, церковь встречи Иисуса с Симеоном, построена во второй половине XVIII века.

- Криве, церковь евангелиста Луки, построена в 1826.

- Трочаны, церковь св. Луки, построена в XV веке. Самая старая церковь.

- Фричка, церковь архангела Михаила, построена в XVIII веке.

- Луков-Венеция, церковь св. Космы и Дамиана, построена в 1709.

## Старолюбовньянский район
- Граничне, церковь Непорочного Зачатия, построена в 1785.

## СкансенБардеёвске Купеле
церкви из деревень:
- Збой, церковь св. Николая, построена в 1775.

- Микулашова, церковь Охраны Богородицы, построена в XVII веке.

## Музей украинско-русинской культурыСвидник
церкви из деревень:
- Нова Полянка, церковь св. Параскевы, построена в 1766.

## СкансенГуменне
церкви из деревень:
- Нова Седлица, церковь архангела Михаила, построена в 1794.

## СкансенСтара-Любовня
церкви из деревень:
- Матысова, церковь архангела Михаила, построена во второй половине XVIII века.

## СкансенКошице
церкви из деревень:
- Кожуховце, церковь св. Николая, построена в 1741.